# Северо-Западная Родезия
Северо-Западная Родезия — квазигосударственное образование в южной части Центральной Африки, с 1891 года часть Британской Южно-Африканской компании, которая в 1890 году подписала договор с королём Баротселенда Леванике I, самым влиятельным правителем региона. Несмотря на некоторые пункты договора эта часть колоний Великобритании не имела официального статуса протектората. Правительство признало данную территорию протекторатом компании только 29 января 1900 года. В 1911 году Британская Южно-Африканская компания объединила Северо-Западную и Северо-Восточную Родезию, сформировав протекторат компании Северная Родезия, совпадающий по территории с современной Замбией.
Первоначально граница между Северо-Западной и Северо-Восточной Родезией, появившейся в 1899 году, пролегала по реке Кафуэ, однако в 1905 году граница была перенесена на восток, совпадая в южной части с западной границей Восточной провинции современной Замбии, но данное событие не повлекло за собой значимых последствий. Считается, что это было связано с началом широкомасштабной добычи меди в регионе.
Граница с Анголой была зафиксирована в 1891 году договором с Португалией, и подтверждена в 1905 году договором с Виктором Эммануилом III, королём Италии. В 1891 году так же была утверждена граница со Свободным государством Конго.
Столица была первоначально Каломо, но переехала в 1907 году в Ливингстон.
В 1906 году началась широкомасштабная добыча меди, в 1909 году была закончена железная дорога от Ливингстона до города Ндола (заложенного в 1904), созданная для облегчения экспорта меди.